# Svenska nationalkommittén för kemi
Svenska nationalkommittén för kemi är en svensk organisation bestående av kemister vars uppgift främst består av att främja kemiutbildning och att väcka allmänhetens intresse för kemi. Svenska nationalkommittén för kemi företräder också Kungliga Vetenskapsakademien i IUPAC.